# St Abbs
St Abbs ist ein kleines Fischerdorf an der Südostküste von Schottland in der Council Area Scottish Borders, der früheren Grafschaft Berwickshire. Das Dorf einschließlich Umgebung ist bekannt für seine malerische Schönheit, die markante Steilküste, das klare Meerwasser und die Vielfalt an Meerestieren sowie Seevögeln.

## Geschichte
Der Name stammt von der angelsächsischen Prinzessin und Äbtissin St. Aebbe, die im 7. Jahrhundert ein Kloster in der Gegend gegründet hat. Das Dorf entstand in der ersten Hälfte des 19. Jahrhunderts. Damals hieß das Dorf noch „Coldingham Shore“ aufgrund der in der Nähe gelegenen Gemeinde Coldingham. Der Name St Abbs wurde erst 1890 in Anlehnung an die Steilküste St Abb’s Head und den dortigen gleichnamigen Leuchtturm übernommen. Andrew Usher (1826–1898), der im Whiskygeschäft zu Wohlstand gekommen ist, hat die Gemeinde im 19. Jahrhundert wesentlich geprägt. Er ließ sich in St Abbs im Northfield Estate nieder. Er veranlasste die Namensänderung und er unterstützte mehrere Bauvorhaben zur Entwicklung der Gemeinde, wie zum Beispiel den Bau einer Schule und die Erweiterung des Hafens.

## Gegenwart
Der Fischfang, der traditionell eine wichtige Einkommensquelle der Einwohner war, hat inzwischen nur noch eine geringe Bedeutung. Heute ist der Ort ein beliebtes Touristenziel. Seit 2011 gibt es ein Visitor Center mit Informationen über den Ort und die Umgebung. Bedauerlich ist ein Trend, dass Einwohner wegziehen und ihre Häuser an Interessenten verkaufen, die das Objekt als Zweitwohnsitz nutzen; mit der Folge, dass es die meiste Zeit leer steht. 
Vor allem bei Tauchern ist St Abbs bekannt und beliebt. Grund sind das klare Wasser, die Steilküste und mehrere Schiffswracks auf dem Meeresgrund. Die Küstenregion ist unter der Bezeichnung „St Abbs and Eyemouth Voluntary Marine Reserve“ eine freiwillige Schutzzone.
Beliebt sind auch Wanderungen auf dem „Berwickshire Coastal Path“ entlang der Steilküste und durch den Naturschutzpark St Abb’s Head National Nature Reserve. Von dort kann man die Vogelwelt sowie Robben beobachten und den Ausblick auf das Meer genießen.
Der amerikanische Science-Fiction-Film Avengers: Endgame spielt teilweise in St Abbs. Im Film heißt der Ort „New Asgard“. Zur Freude der Touristen weist seitdem ein Schild darauf hin, dass das fiktionale New Asgard die Patengemeinde von St Abbs wäre.